# Tibor Tolnay
Tibor Tolnay (* 6. Juli 1932 in Oradea, dt. Großwardein; † 28. Oktober 2009 ebenda) war ein Maler und Grafiker des zwanzigsten Jahrhunderts. Er gehörte zur Volksgruppe der Magyaren in Rumänien.

## Leben und Werk
Zwischen 1947 und 1949 war er Schüler des Malers Gabor Miklóssy und von 1952 bis 1962 arbeitete er als Dekorateur in der großwardeiner Alkoholfabrik. Von 1962 bis 1968 war er für die ungarische Schauspielgruppe Szigligeti – benannt nach dem ungarischen Dramatiker Ede Szigligeti – am Staatstheater Oradea als Bühnenbildner tätig. Seit 1970 begann Tolnay mit seiner Ausstellungstätigkeit. Zuerst in Siebenbürgen, meistens in Oradea. Anschließend in Ungarn, Deutschland und Schweden. Es folgte eine Studienreise nach Paris. Zahlreiche Darstellungen der Stadt entstanden in verschiedenen Techniken, darunter Ölgemälde, farbige Federzeichnungen und Aquarelle. die die Gassen, Gebäude und Plätze geheimnisvoll und romantisch darstellen. 1975 fand eine Ausstellung in Bulgarien und 1985 in Frankreich statt.
Tolnay malte hauptsächlich in Öl. Zu seinen bevorzugten Sujets gehörten die Häuser und Straßen Großwardeins aber auch Landschaftsmotive. Stilistisch steht er in der Tradition großer großwardeiner Maler, wie Alfred Macalik, Ernö Tibor und Roman Paul Mottl.
Werke von Tolnay befinden sich in zahlreichen europäischen, amerikanischen, kanadischen, australischen und israelischen Privatsammlungen.